# Autonoe (satelit)
Autonoe /a.u.to'no.e/, cunoscut și sub numele de Jupiter XXVIII, este un satelit natural al lui Jupiter.
Autonoe a fost descoperit de o echipă de astronomi de la Universitatea din Hawaii condusă de Scott S. Sheppard⁠(d) în 2001 și a primit denumirea temporară S/2001 J 1.   
Autonoe are aproximativ 4 kilometri în diametru și orbitează în jurul lui Jupiter la o distanță medie de 24.264.000 km în 719,01 zile. Orbitează cu o înclinație de 151° față de ecliptică (150° față de ecuatorul lui Jupiter) într-o direcție retrogradă și cu o excentricitate de 0,369.
Aparține grupului Pasiphae, sateliți retrograzi neregulați care orbitează în jurul lui Jupiter la distanțe cuprinse între 22,8 și 24,1 Gm și cu înclinații cuprinse între 144,5° și 158,3°.
Autonoe a fost numită în august 2003 după figura mitologică greacă Autonoë,o iubitoare a lui Zeus (Jupiter),  mama Grațiilor, după unii autori. 